# Four the Hard Way
Four the Hard Way è il quarto album in studio del gruppo musicale statunitense Danger Danger, pubblicato nel maggio 1998 dalla Low Dice Records.

## Tracce
1. Still Kickin' – 4:01 (Ravel, West)
2. Sick Little Twisted Mind – 5:44 (Ravel, Timmons, West)
3. Jaded – 3:19 (Laine, Brown)
4. Captain Bring Me Down – 5:03 (Laine, Brillon)
5. Goin' All the Way – 3:41 (Ravel, West)
6. The Girl Ain't Built to Sleep Alone – 4:52 (Ravel, West)
7. Goin' Goin' Gone – 4:10 (Ravel, Timmons, West)
8. Afraid of Love – 5:21 (Ravel, West)
9. Heartbreak Suicide – 4:45 (Laine)
10. I Don't Need You – 5:25 (Ravel, West)
11. Comin' Home 98 – 4:29 (Ravel, West)

## Formazione
- Paul Laine – voce, chitarra acustica
- Bruno Ravel – basso, chitarre, tastiere, cori
- Steve West – batteria, percussioni

### Altri musicisti
- Andy Timmons – chitarre, cori
- Kasey Smith – tastiere
- Tony Rey Bruno – chitarre